# Óleo de tungue
O óleo de tungue é um óleo extraido a partir da prensagem das sementes dos frutos da árvore da espécie Vernicia fordi, também chamada de árvore de tungue, ou tungue. O óleo de tungue ao ser exposto ao ar atmosférico, reage com o oxigênio e se polimeriza, formando uma camada protetora transparente na superfície, com aparência de "molhada", que confere proteção a superfície em que é aplicado, por isso um de seus principais usos é como preservativo da madeira, sendo uma opção de verniz oriundo de fontes vegetais, juntamente com o óleo de linhaça, o óleo da semente de mamona (óleo de ricino) desidratado (o óleo de ricino in natura não tem propriedades secativas), e o óleo de sementes de papoula, por exemplo.

## História
Se acredita que tenha surgido na China o uso do óleo de tungue como um protetor de madeira, como se atesta nos escritos de Confúcio por volta de 400 A.C. Contudo não se sabe a data exata em que sua domesticação ou uso tenha se iniciado. Durante a Dinastia de Song, o óleo de tungue foi usado para impermeabilizar os cascos de embarcações de madeira. A palavra tungue é derivado do termo chinês 桐 - tóng, sendo que o primeiro caractere significa árvore e o segundo variedades específicas de árvores dos generos Paulownia, Firmiana e Aleurites, não havendo correspondência com o gênero Vernicia, a qual a árvore de tungue pertence.
O guarda-chuva tradicional chinês, comum no mundo oriental, é chamado originalmente de guarda-chuva de papel ensebado (traduzido do inglês oil-paper umbrella), o termo ensebado se refere ao óleo de tungue que é usado para deixar o papel resistente e impermeável.

## Composição
O óleo de tungue é um triglicerídeo, como é normal com óleos/graxas/sebos originários de organismos vivos, um triglicerídeo é resultante da reação de esterificação de uma molécula de glicerina (3 grupos álcool) com 3 moléculas de ácidos graxos, a composição desses ácidos graxos é variável. No caso do óleo de tungue a distribuição média dos ácidos graxos que o compõem consta na tabela.
| Ácido alfa-oleoesteárico | 82,0% |
| ------------------------ | ----- |
| Ácido linoleico          | 8,5%  |
| Ácido palmítico          | 5,5%  |
| Ácido oleico             | 4,0%  |

## Aplicação
O óleo de tungue costuma ser aplicado diluído na proporção de 1:1 com algum thinner ou solvente de preferência, como Terebintina, limoneno, tolueno. Se aplica várias demãos, o suficiente para se ter um acabamento adequado de acordo com as preferências. O tempo em que se quer que o mesmo demore para evaporar determinará na escolha do solvente, assim como considerações de alergia (e.g. alergia ao limoneno) ou toxicidade (solventes orgânicos derivados do petróleo). Se a mistura tem dificuldade em se infiltrar na madeira, é comum se diluir com mais solvente até se conseguir fixar a primeira camada. Uma vez aplicada as primeiras demãos, é possível fazer a aplicação do óleo de tungue puro.

## Segurança
Como a origem do óleo de tungue é uma noz, pessoas com alergia a nozes podem sofrer reações adversas no contato do óleo com a pele ou com o cheiro. Na cura, o óleo é alterado quimicamente e forma uma matéria sólida, inerte, não reativa, que é classificada como segura para contato com alimentos  e brinquedos para crianças.
Muitas vezes fabricantes de vernizes utilizam o termo óleo de tungue como sinônimo de verniz, ou protetor de madeira, sendo que a mistura não é feita com 100% óleo de tungue ou contenha apenas partes deste, ou que o resultado final na superfície da madeira seja semelhante a este.